# Loiret
Loiret är ett franskt departement, beläget i regionen Centre-Val de Loire. Huvudort är Orléans. Departementet har fått sitt namn efter floden Loiret. 